# Герхард фон Шверин
Герхард („Герд“) Хелмут Детлоф Граф фон Шверин (1899 – 1980) е немски генерал през Втората световна война. Като генерал от танковите войски, той беше натоварен със задачата да защитава града Аахен, докато командва 116-а танкова дивизия „Хрътка“ („Грейхаунд дивизия“).
На 13-и септември 1944 г. 3-та бронетанкова дивизия достига Аахен, и веднъж застрашитлената 116-а танкова дивизия е намалена до 600 мъже, 12 танка, и няма артилерийски оръдия. Когато е предвидено връщането на съюзническите сили с цел предотвратяване на жертвите сред цивилното население и за защита на артефакти на града (Древния град е място за почивка на империята на Карл Велики, или Първия Райх), Адолф Хитлер го отстранява от поста си като командир на 116-а танкова дивизия и изпраща полковник Герхард Вилк да защитава град с около 5000 фолксщурма.
През май 1950 г. той е назначен за главен съветник по военните въпроси и политиката на сигурността за канцлер Конрад Аденауер и ръководител на тайната правителствена агенция Отдел Шверин (с кодово име „Пазарна Служба“), отговаряща за подготовката и за превъоръжаването на немците. Въпреки това, след като той говори с пресата за работата си, той бе заменен от Теодор Бланк през октомври 1950 г. Шверин след това е активен като съветник по военната политика на парламентарната група и на либералната Свободна демократическа партия.

## Награди
- Значка за раняване – сребърна
- Пехотна щурмова значка
- Железен кръст – 2-ра и 1-ва степен
- Рицарски кръст с дъбови листа и мечове
  - Носител на Рицарски кръст (17 януари 1942 г.)
  - Носител на 240-те дъбови листа (17 май 1943 г.)
  - Носител на 41-те мечове (4-ти ноември 1943 г.)

- Споменат в Вермахтберихт на 27-и октомври 1943 г.